# Rozchodník suchomilný
Rozchodník suchomilný (Sedum rupestre), také známý jako rozchodník přímý (Sedum reflexum), je vytrvalá jedovatá bylina z čeledi tlusticovitých. Kvete v červnu až srpnu. Je původní v Evropě. Je používán jako okrasná rostlina. Preferuje slunečné polohy, propustné půdy. Množí se semeny nebo částmi rostlin.